# Heinrich Wankel

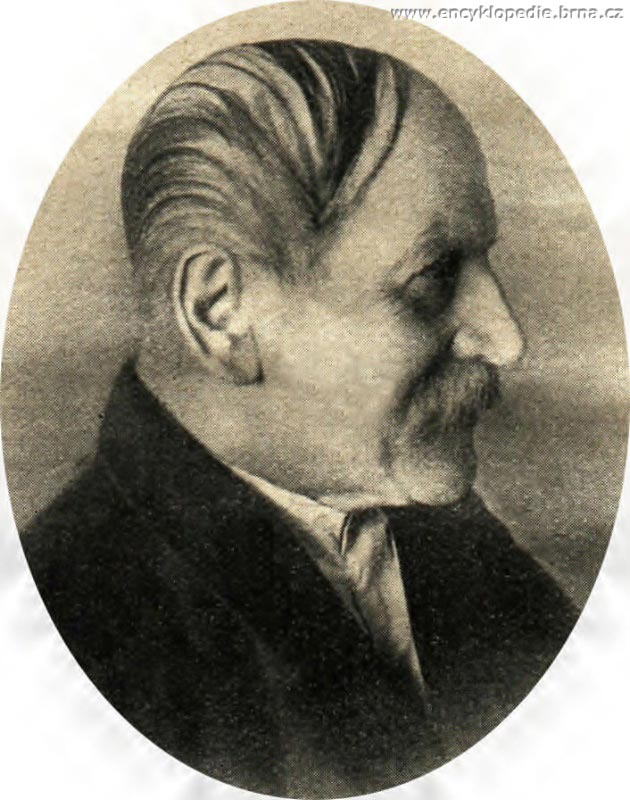
Heinrich Wankel

Heinrich Wankel (Jindřich Wankel) (* 15. Juli 1821 in Prag; † 5. April 1897 in Olomouc) war ein böhmischer Arzt, Prähistoriker und Speläologe. Bei seinen Ausgrabungen in den Höhlen des mährischen Karstes gelang ihm eine Reihe von Funden, die von Bedeutung für die Vorgeschichte Mährens sind.

## Leben
Heinrich Wankel wurde in eine deutsch-tschechische Familie hineingeboren. Sein Vater war Damian Wankel, ein deutscher Beamter in Prag, seine Mutter Magdalena, geborene Schwarz, stammte aus einem tschechischen Elternhaus. Heinrich besuchte deutsche Schulen und studierte in Prag als Schüler des Anatomen Josef Hyrtl Medizin. Das Studium schloss er 1847 ab und begann in einem Prager Krankenhaus zu arbeiten. Im Revolutionsjahr 1848 nahm er an Barrikadenkämpfen teil und versorgte Opfer der Straßenkämpfe. Im gleichen Jahr promovierte er in Wien. Er wurde Assistent Hyrtls an der Wiener Universität, doch schon im folgenden Jahr zog er nach Mähren, um eine Stelle als Werksarzt in den Eisenhütten des Grafen Hugo Karl Eduard Salm-Reifferscheidt, eines Sohns des Industriellen und Naturforschers Hugo Franz Altgraf zu Salm-Reifferscheidt, in Jedovnice anzunehmen.
Neben seiner Berufstätigkeit erforschte Wankel die Höhlen im Mährischen Karst. Er begann, die Knochen eiszeitlicher Tiere zu sammeln, sie zu identifizieren und aus den gefundenen Überresten ganze Skelette zusammenzusetzen. 1851 heiratete Wankel die elf Jahre jüngere Bürgerstochter Elisabeth. Aus der Ehe gingen vier Töchter hervor. Die Familie wohnte in Blansko, wo Graf Salm dem Arzt ein Haus zur Verfügung stellte. Wankel konnte auch die gräflichen Bergarbeiter bei seinen Ausgrabungen einspannen. Seit den 1850er Jahren publizierte er seine Forschungsergebnisse in Fachzeitschriften in Böhmen, Wien und Leipzig.
1867 sah Wankel auf der Weltausstellung in Paris Stücke aus La Madeleine. Er erkannte die Ähnlichkeit mit seinen eigenen Funden in der Höhle Býčí skála. In den folgenden Jahren intensivierte er seine Tätigkeit dort und 1872 gelang ihm eine Reihe von Funden, die bis heute Bedeutung für die vorgeschichtliche Forschung haben, allen voran das sogenannte „Hallstatt-Begräbnis“. Es besteht aus Überresten von etwa 40 Menschen und zahlreichen Gegenständen aus der Hallstattzeit, darunter ein Prunkwagen und eine Stier-Statuette aus Bronze. Die Funde brachten Wankel internationale Anerkennung. Er wurde eines der ersten Mitglieder der Berliner Gesellschaft für Anthropologie, Ethnologie und Urgeschichte, die 1869 von Rudolf Virchow in Mainz gegründet wurde, und er war Mitglied der Wiener Anthropologischen Gesellschaft. Der dänische Zoologe Japetus Steenstrup bezeichnete ihn 1888 als „Vater der österreichischen Vorgeschichte“.
1883 wurde Heinrich Wankel pensioniert und verlor den Anspruch auf seine Dienstwohnung, wo sich seine Sammlung mit über 8000 Stücken befand, darunter die menschlichen Skelette aus der Höhle Býčí skála. Das mährische Landesmuseum in Brünn und das Nationalmuseum in Prag lehnten einen Ankauf ab. Schließlich verkaufte Wankel die Sammlung für 12.000 Gulden der Anthropologischen Gesellschaft in Wien, die sie dem Wiener Naturhistorischen Museum schenkte. Dort befindet sie sich bis heute.
Einer seiner Enkel war der Speläologe und Archäologe Karl Absolon, der an seine Lebensleistung anknüpfte.

## Werke (Auswahl)
- Der Menschenknochenfund in der Býčískálahöhle. Mitt. D. Anthr. Ges. Wien I, 1871.
- Prähistorische Eisenschmelz- und Schmiedestätten in Mähren. Mitt. D. Anthr. Ges. Wien VIII, 1879.
- Bilder aus der Mährischen Schweiz und ihrer Vergangenheit. Wien 1882.
- Beitrag zur Geschichte der Slaven in Europa. Olmütz 1885.